# Michaił Jewsiejenko
Michaił Andrianowicz Jewsiejenko (ros. Михаил Андрианович Евсеенко, ur. 1 lutego 1908 w Chaszuri, zm. 2 marca 1985 w Moskwie) – radziecki polityk, minister przemysłu naftowego wschodnich rejonów ZSRR (1946-1948), minister budownictwa przedsiębiorstw przemysłu naftowego ZSRR (1955), minister przemysłu naftowego ZSRR (1955-1957).
Od 1929 członek WKP(b), 1936 ukończył Azerbejdżański Instytut Naftowy, potem pracował w zakładach przemysłu naftowego w Azerbejdżańskiej SRR. 1937-1938 przewodniczący Miejskiego Komitetu Wykonawczego Baku, 1938-1939 pracownik ministerstwa przemysłu ciężkiego ZSRR, 1939 szef Głównego Zarządu Wydobycia Ropy na Kaukazie Ludowego Komisariatu Przemysłu Paliwowego ZSRR. 1939-1940 zastępca ludowego komisarza przemysłu naftowego ZSRR, 1940-1942 szef kombinatu naftowego w Azerbejdżańskiej SRR, od grudnia 1942 do 4 marca 1946 ponownie zastępca ludowego komisarza przemysłu naftowego ZSRR. Od 4 marca 1946 do 28 grudnia 1948 minister przemysłu naftowego wschodnich rejonów ZSRR, 1948-1955 I zastępca ministra przemysłu naftowego ZSRR, od 29 stycznia do 25 maja 1955 minister budownictwa przedsiębiorstw przemysłu naftowego ZSRR, od 25 maja 1955 do 10 maja 1957 minister przemysłu naftowego ZSRR. 1957-1958 zastępca przewodniczącego Państwowego Komitetu Planowania Gospodarczego Rosyjskiej FSRR - minister Rosyjskiej FSRR, 1958-1963 przewodniczący Czeczeńsko-Inguskiego Sownarchozu, od lutego 1963 do listopada 1965 zastępca szefa Głównego Zarządu Geologii Rosyjskiej FSRR, zastępca przewodniczącego Państwowego Komitetu Produkcyjnego Rosyjskiej FSRR, od listopada 1965 do sierpnia 1976 I zastępca ministra geologii ZSRR, od sierpnia 1976 na emeryturze. Od 25 lutego 1956 do 17 października 1961 zastępca członka KC KPZR. Deputowany do Rady Najwyższej ZSRR od 1 do 6 kadencji. Odznaczony czterema Orderami Lenina i trzema Orderami Czerwonego Sztandaru Pracy. Pochowany na cmentarzu Nowodziewiczym.